# トルフィ・ブリンゲイルソン
トルフィ・ブリンゲイルソン（アイスランド語: Torfi Bryngeirsson、1926年11月11日 - 1995年7月16日）は、アイスランドの陸上競技選手。

## 経歴・人物
1948年ロンドンオリンピックの男子棒高跳に出場したが、結果は3.80mの14位で予選敗退した。4年後の1952年ヘルシンキオリンピックでは決勝に進出し、3.95mで14位だった。